# Кайлуа (округ Гонолулу, Гаваї)
Кайлуа (англ. Kailua) — переписна місцевість (CDP) в США, в окрузі Гонолулу штату Гаваї. Населення — 40 514 особи (2020).

## Географія
Кайлуа розташована за координатами 21°23′48″ пн. ш. 157°44′9″ зх. д. / 21.39667° пн. ш. 157.73583° зх. д. (21.396783, -157.735799).  За даними Бюро перепису населення США в 2010 році переписна місцевість мала площу 27,40 км², з яких 20,11 км² — суходіл та 7,30 км² — водойми.

## Демографія
Згідно з переписом 2010 року, у селищі мешкало 38 635 осіб у 12 921 домогосподарстві у складі 9653 родин. Густота населення становила 1410 осіб/км².  Було 13650 помешкань (498/км²).
Расовий склад населення:
| - 44,0 % — білих - 20,3 % — азіатів - 6,7 % — вихідців з тихоокеанських островів - 0,6 % — чорних або афроамериканців - 0,2 % — корінних американців |

До двох чи більше рас належало 27,3 %. Частка іспаномовних становила 6,5 % від усіх жителів.
За віковим діапазоном населення розподілялося таким чином: 20,5 % — особи молодші 18 років, 63,1 % — особи у віці 18—64 років, 16,4 % — особи у віці 65 років та старші. Медіана віку мешканця становила 42,8 року. На 100 осіб жіночої статі у селищі припадало 97,3 чоловіків;  на 100 жінок у віці від 18 років та старших — 94,6 чоловіків також старших 18 років.
Середній дохід на одне домашнє господарство  становив 129 349 доларів США (медіана — 105 316), а середній дохід на одну сім'ю — 141 380 доларів (медіана — 113 078). Медіана доходів становила 67 338 доларів для чоловіків та 50 054 долари для жінок. За межею бідності перебувало 5,1 % осіб, у тому числі 5,8 % дітей у віці до 18 років та 3,1 % осіб у віці 65 років та старших.
Цивільне працевлаштоване населення становило 19 142 особи. Основні галузі зайнятості: освіта, охорона здоров'я та соціальна допомога — 25,0 %, науковці, спеціалісти, менеджери — 12,0 %, роздрібна торгівля — 10,5 %, публічна адміністрація — 10,1 %.